# 红钢城站
红钢城站位于中华人民共和国湖北省武汉市青山区，是武汉地铁5号线的地铁车站。

## 车站结构
红钢城站位于和平大道与建设八路交叉口西侧，沿和平大道东西向布置。车站主体为地下两层单柱岛式站台车站，其中地下一层为站厅层，地下二层为站台层。车站总长331.2m，车站标准段外包宽度21.1m。采用明挖顺作法施工。车站共设置3个地铁出入口、5个疏散口、2组风亭和1个物业出入口。

### 车站出口
|                                                 |      |      |  |
| 出口編號                                        | 設施 | 照片 |  |
| A                                               |      |      |  |
| B                                               |      |      |  |
| C                                               |      |      |  |
| 注： 設有升降機 \| 設有輪椅升降台 \| 設有洗手間 |      |      |  |

## 图片
- 站厅
- 站厅

## 鄰近地點
青山百货商场、青山公园。

### 内部链接
- 武汉地铁车站列表